# Enlace estático
Una biblioteca estática es aquella que se enlaza en tiempo de compilación (en oposición a una de enlace dinámico, que se enlaza en tiempo de ejecución). La ventaja de este tipo de enlace es que hace que un programa no dependa de ninguna biblioteca (puesto que las enlazó al compilar), haciendo más fácil su distribución.
El enlazado permite al programador y al propio sistema operativo dividir un programa en varios archivos llamados módulos, que pueden ensamblarse por separado y enlazarse en una ocasión posterior, el enlace puede ser de naturaleza estática o dinámica. El enlace estático da como resultado, un archivo ejecutable con todos los símbolos y módulos respectivos incluidos en dicho archivo.
- Datos: Q5832893